# نظام غذائي منخفض الصوديوم
يحتوى النظام الغذائي منخفض الصوديوم على ما لا يزيد عن من 1500 ل 2400 ميليجرام من الصوديوم يوميا. يحتاج الأنسان لما لا يقل عن حوالى 500 مليجرام من الصوديوم يوميا أثناء أتباعه للنظام الغذائي و الذي يعد أقل من سدس قدر الصوديوم بالعديد من الأنظمة الأخرى التي تسمح لمتبعيها بوضع كمية كبيرة من الملح لضبط مذاقهم المفضل . قد يكون لهذه الحصة الإضافية تأثير سلبى على صحة بعض الأشخاص مثل هؤلاء الذين يتأثر ضغط دمهم بالملح أو المصابون بأمراض مثل مرض المنيير

## التأثيرات الصحية
للنظام الغذائي منخفض الصوديوم تأثير إيجابي في خفض مستوى ضغط دم كل من مرضى ضغط الدم المرتفع و الأشخاص ذو ضغط دم طبيعي. إذا أخذت معا فأن النظام الغذائي منخفض الصوديوم  ( معدل وسطى 4.4 جرام/  يوم  - ما يقرب من 1800 مليجرام صوديوم) تسبب في انخفاض  ضغط الدم الانقباضي  بقدر 4.2  مليمتر من الزئبق و انخفاض  ضغط الدم الانبساطي بقدر 2.1 مليمتر من الزئبق  في حالة مرضى ضغط الدم المرتفع  
و مع ذلك أن أثر تقديم نصيحة أتباع النظام الغذائي منخفض الصوديوم غير واضح في حالة الأشخاص ذو ضغط مرتفع أو في حالة الأشخاص ذو ضغط دم طبيعي. في عام 2012 نشرت الجريدة البريطانية للقلب مقالة تفترض أنه يبدو أن أتباع النظام الغذائي منخفض الصوديوم قد يتسبب في زيادة خطر الموت في حالة الأشخاص الذين يعانون من قصور قلبي. لكن هذه المقالة قد تم التراجع عنها في عام 2013 من قبل الجريدة حين وجدوا أن دراستين من الدراسات المذكورة قد احتووا على بيانات مكررة قد تعصر عليهم التأكد من صحتها.